# Kvitneve, Rojîșce
Kvitneve (în ucraineană Квітневе) este un sat în comuna Șciurîn din raionul Rojîșce, regiunea Volînia, Ucraina.

## Demografie
Componența lingvistică a localității Kvitneve
     Ucraineană (99,37%)
     Alte limbi (0,63%)
Conform recensământului din 2001, majoritatea populației localității Kvitneve era vorbitoare de ucraineană (99,37%), existând în minoritate și vorbitori de alte limbi.